# Canton de Nice-10
Le canton de Nice-10 est une ancienne division administrative française, située dans le département des Alpes-Maritimes et la région Provence-Alpes-Côte d'Azur. Créé en 1973, il disparait à la suite du redécoupage cantonal de 2014.

## Histoire
Le canton est créé par le décret du 16 août 1973 qui redéfinit les limites des cantons de Nice-4, Nice-5 et Nice-6, et intègre dans ce périmètre cinq nouveaux cantons : Nice-7, Nice-8, Nice-9, Nice-10 et Nice-11.

## Représentation
| Mandat    | Identité       | Parti        | Qualité                  |
| --------- | -------------- | ------------ | ------------------------ |
| 1973-1985 | Antoine Martin | UDF-PR       |                          |
| 1985-1992 | Bernard Asso   | RPR          |                          |
| 1992-1998 | Bernard Asso   | RPR          |                          |
| 1998-2004 | Bernard Asso   | RPR puis UMP |                          |
| 2004-2011 | Bernard Asso   | UMP          | Adjoint au maire de Nice |
| 2011-2015 | Bernard Asso   | UMP          | Adjoint au maire de Nice |

## Composition
Le 10e canton de Nice se composait d’une fraction de la commune de Nice. Il comptait 31 693 habitants (population municipale) au 1er janvier 2012.
| Nom              | Code Insee | Intercommunalité           | Population (dernière pop. légale)                |
| ---------------- | ---------- | -------------------------- | ------------------------------------------------ |
| Nice (chef-lieu) | 06088      | Métropole Nice Côte d'Azur | Fraction : 31 693(2012) Commune : 343 895 (2014) |

## Démographie
| 1975 | 1982 | 1990   | 1999   | 2006   | 2011   | 2012   |
| ---- | ---- | ------ | ------ | ------ | ------ | ------ |
| -    | -    | 28 695 | 29 060 | 34 603 | 31 341 | 31 693 |